# Wesbanco Arena
Wesbanco Arena, marknadsfört som WesBanco Arena, tidigare Wheeling Civic Center, är en inomhusarena som ligger i Wheeling, West Virginia i USA. Den har en publikkapacitet på mellan 5 406 och 5 600 åskådare beroende på arrangemang. Bygget av arenan inleddes i augusti 1975 och invigdes den 19 april 1977. Inomhusarenan används som hemmaarena för ishockeylaget Wheeling Nailers.